# 2014 XW40
2014 XW40 est un objet du disque des objets épars (à la limite de la définition).

## Caractéristiques
2014 XW40 mesure environ 255 kilomètres de diamètre.